# C/2010 J1 Boattini
C/2010 J1 (Boattini) è la quattordicesima cometa scoperta dall'astronomo italiano Andrea Boattini nel corso del programma osservativo Catalina Sky Survey: si tratta di una cometa non periodica perché il suo periodo eccede, anche se di poco, il limite convenzionale che separa le comete periodiche da quelle non periodiche.